# Pavel Březina
Pavel Březina (* 22. září 1971 Gottwaldov) je český skladatel, textař, zpěvák a hráč na klávesové nástroje.

## Biografie
Pavel Březina pochází z hudební rodiny. Na klavír se začal učit již od útlého věku. Svou hudební kariéru začínal ve 12 letech na klávesy v kapele Union svého otce. Ve 14 založil se svými spolužáky na základní škole heavy metalovou kapelu Excellent, kde zpíval a hrál na baskytaru. V roce 1986 již jako člen hard rockové skupiny Rezaté klíče vystupoval ve Vizovicích na rockovém festivalu. V 15 letech vyhrál konkurz na klávesové nástroje do tehdy nejpopulárnější zlínské rockové skupiny Akcent a začal hrát na "bigbítech".
Ve svých 18 letech přestoupil do skupiny Premier, se kterou začal koncertovat po celé republice.
V roce 1990 nastoupil do heavy metalové kapely Argema a absolvoval s nimi turné s názvem Velká Morava. Kapela v té době procházela krizí a nezájmem publika. Přišel rozpad a Pavel Březina spolu s kamarády založil novou kapelu Argema, jíž jako hlavní autor téměř všech písní určil nový hudební styl – pop rock. Následně s nimi natočil své debutové album Poprvé (1993) s hitem Jarošovský pivovar. Ten se stal ihned celorepublikovým hitem a album Poprvé dostalo ocenění Zlatá deska za 25 000 prodaných nosičů! Pavel Březina je až na čtyři písně výhradním autorem hudby. Jako skladatel, textař a interpret se podílí také na dalších albech skupiny Argema: Modrý pondělí (1998), Milión snů (1999), Argema 20 (2001), Platinum Collection (2008), Pomaláče - Best of 2010 (2010), Pomaláče 4 (2014), Argema 2017 (2017).
Po odchodu z Argemy založil rockovou kapelu Vivian, se kterou natočil čtyři alba: Vykopávky (hostem zpěvák Josef Laufer, 1994), Šedá tvář lásky (1995), Svět se točí dál (1996) a Boty z umělý hmoty (1997). V kapele Vivian byl výhradním autorem hudby a i většiny textů.
V letech 1997 - 1999 hrál v revivalové kapele Koberec band písně kapely Deep Purple. S kapelou úspěšně koncertoval po celé západní Evropě.
V roce 1998 začala jeho skladatelsko-produkční spolupráce s ukrajinskou zpěvačkou Alisou Manzar, které vyprodukoval dvě alba: Nična Molitba (1998) a Chmil Kochanja (1999).
Na začátku roku 1998 založil se zpěvákem, kytaristou a bubeníkem Rosťou Koplíkem projekt nazvaný Rocky and Paul, jež byl stylově ovlivněn kapelou Beatles. Z toho projektu vzniklo album Remember the Beatles.
Koncem roku 1999 se přestěhoval na španělskou Mallorku, kde vystupoval s populární rakouskou skupinou Michi´s Party Band. Spolu vydali dvě "cédéčka": Latino (2000) a Bolero (2001).

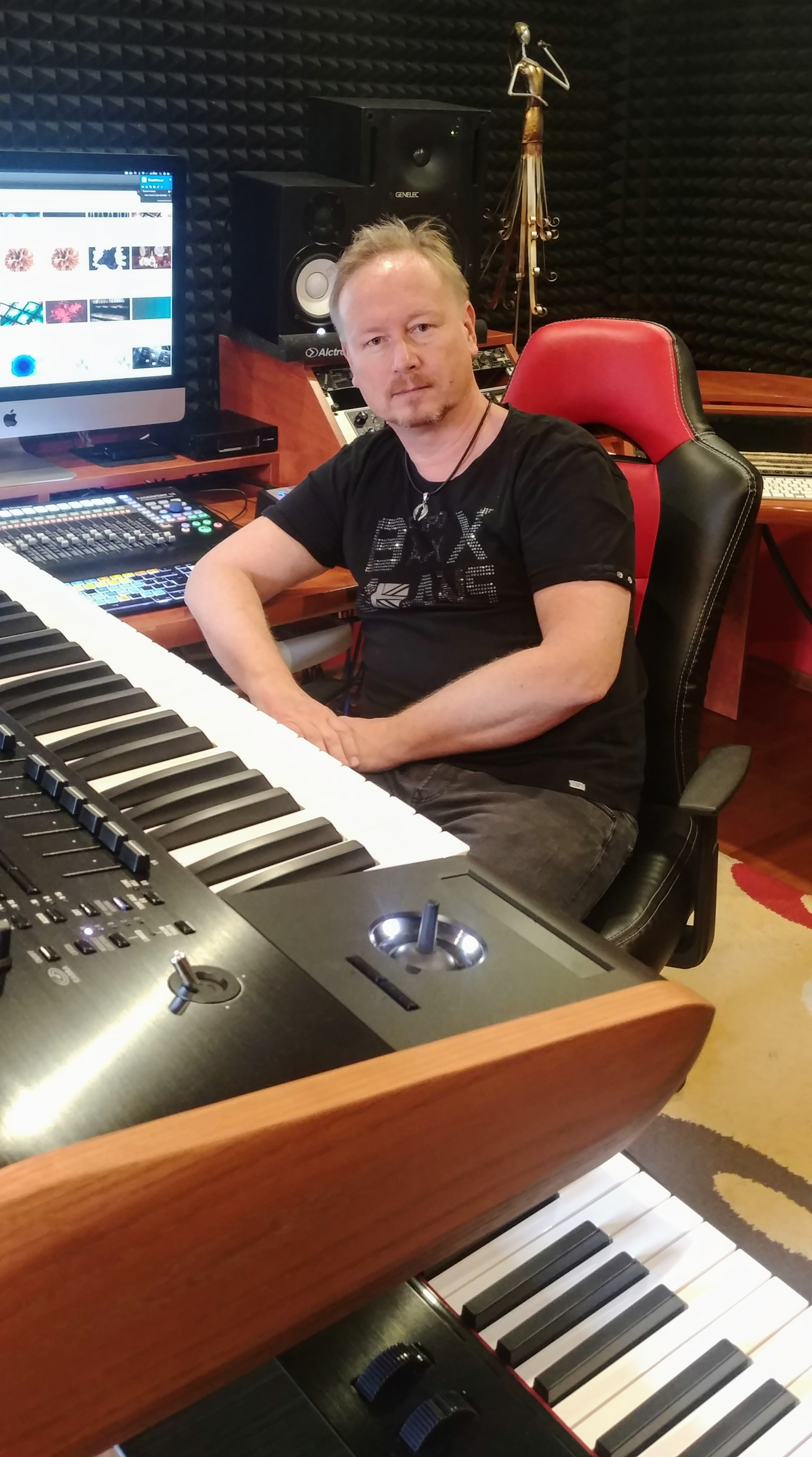
Pavel Březina ve svém studiu ve Štípě dne 11.12.2020

Následovala cesta zpátky do Česka, kdy založil vlastní studio Golden Apple a začal spolupracovat s českými interprety. Vedle stálice české hudební scény, jako byla Věra Špinarová, to byli i Radka Fišarová, Kateřina Mátlová, Alice Konečná , Tom Malar, Daniela Šinkorová, Markéta Poulíčková či Alžběta Kolečkářová.
V roce 2003 spolupracoval s textařem Janem Surým na autorském chansonovém albu Krajina snů, které posvětil sám vynikající skladatel Petr Hapka.
V letech 2002 - 2006 vystupoval s kapelou Fireball Deep Purple Cover band a to převážně v Německu a Holandsku. Není bez zajímavosti, že kapelu zprostředkovával baskytarista německé power metalové skupiny Gamma Ray Uwe Wessel, jež si s kapelou občas také zahrál jeho oblíbený Smoke on the Water.
V roce 2005 odjel doprovázet s kapelou na Československý festival do amerického Chicaga Michala Davida.
Posléze dostal Pavel Březina nabídku od Divadla la Rottal na zkomponování muzikálu "Výtečníci" jež měl premiéru v roce 2006. Libreto napsal dramaturg a někdejší ministr kultury Pavel Dostál.
V roce 2008 hostoval se slovenskou „Beatles revivalovou“ skupinou The Backwards na jejich turné po České republice.
V roce 2011 spoluzaložil doprovodnou kapelu Meryland stříbrné Superstar Gabriely Gunčíkové, se kterou koncertoval po celé republice a na Slovensku.
Pavel Březina působil také v blues rockové skupině Old Dogs - Staří psi. Kapela vystupovala hlavně jako předkapela jiných skvělých legend např.The Animals, Uriah Heep, Thin Lizzy, Robben Ford, Popa Chubby, SBB, The Yardbirds, Twin Dragons, Don Airey z Deep Purple atd.
V roce 2002 založil kapelu Showband Pavla Březiny, se kterou jako zpěvák a hráč na klávesové nástroje vystupoval nejen u nás, ale také v zahraničí, a se kterou také doprovázel na koncertech zpěváka Stanislava Hložka.
V červnu 2020 Pavel Březina vyhrál celorepublikový konkurz do legendární skupiny Olympic a s kapelou začal intenzivně koncertovat. Dne 30. října 2020 vyšlo nové album skupiny Olympic s názvem Kaťata, kde se již podílel jako klávesový hráč na celkovém aranžmá této legendy.

## Diskografie

### SkupinaArgema
- 1992 Live I
- 1992 Live II
- 1993 Poprvé
- 1998 Modrý pondělí
- 1999 Milion snů
- 2012 Od A do Z
- 2014 Pomaláče 4
- 2017 Argema 2017

### SkupinaVivian
- 1993 Vykopávky
- 1994 Šedá tvář lásky
- 1996 Svět se točí dál
- 1998 Boty z umělý hmoty

### Alica Manzar
- 1998 Chmil kochanja
- 1998 Nična Molitba

### Rocky and Paul
- 1999 Remember the Beatles

### Michi’s Party Band
- 2000 Latino
- 2001 Bolero

### V. Špinarová,R. Fišarová,K. Mátlováa další
- 2001 Co láska si žádá

### skupinaStaří Psi
- 2002 Midnight blue Live

### Michal David
- 2002 Abnormální hic

### P. Březina / H. Surý
- 2003 Krajina snů

### Tom Malar
- 2005 Sexational

### Alice Konečná
- 2002 Holka co máš jí rád
- 2005 Magnet

### SkupinaOdpolední směna
- 2005 Večírek

### SkupinaPremier
- 2006 Free
- 2014 Zvířátko s pocitem narkomana
- 2016 Unplugged
- 2018 Hlasolamy

### Honza Surý
- 2006 Nakloněná zem
- 2014 Počítání

### P. Březina / R. Koplík
- 2007 Muzikál Výtečníci

### SkupinaJackye
- 2007 Málo času

### SkupinaReach
- 2009 Podivuhodná Kalokagathie
- 2010 Život není rok'n'roll

### Corda Magico
- 2009 Doteky
- 2016 Misterio ( Tajemství )

### SkupinaFocus
- 2006 Live original 2006
- 2009 Džungle

### SkupinaKarakum
- 2009 Páni draků

### SkupinaZhasni
- 2010 Je to tak nutný

### SkupinaTexas
- 2015 Mamutí křik

### SkupinaStreet 69
- 2015 Dokonalej svět

### P. Březina / J. Balvín
- 2016 Hudba, barvy, slova a hlas

### Duo Aramis
- 2017 Čekej tiše
- 2018 Seznam srdcí
- 2020 Snad tě najdu

### SkupinaOlympic
- 2020 Kaťata
- 2022 Olympic 60 (5LP) - Pozn.: Limitovaná edice
- 2022 Vlak, co nikde nestaví (singl)